# اسدآباد (زعفرانیه)
روستای اسدآباد سکونتگاه قدیمی منطقه شمیران بوده که اغلب خیابانهای آن، حالت ساختار روستایی را حفظ کرده‌اند و از سنتی‌ترین روستاهای شهرداری منطقه یک شهرداری تهران است. اسدآباد متعلق به دوران قاجار است. برخی از پیران اسدآباد هنوز با گویش تاتی از نوع تهرانی که پیشتر در شمیران رایج بوده تکلم می‌کنند. بخشی از ساکنان اسدآباد از مهاجران لر هستند.
ساختمان فرهنگستان هنر و بسیاری مراکز مهم نظامی و اردویی کشور در این روستا واقع است.

## دهکده گردشگری اسدآباد
متمرکز کردن جهانگردان در یک منطقه که در آن تسهیلات و شرایط محیطی مناسب تری فراهم شده باشد راهکاری مطمئن برای توسعه پردشگری به نظر می‌رسد. برای دهکده گردشگری تهران که در اراضی کهمیز دره در شمال اسدآباد شمیرانات محصور میان دربند و دخولنجک و اسدآباد (شمال زعفرانیه) راه اندازی می‌شود امکانات گردشگری همچون پارک کوهستانی، کلبه‌های آرامش، آبشارهای مصنوعی، برج‌های چوبی، رستوران و کافه، فروشگاه‌های گردشگری و تئاتر روباز طراحی شده است.
به هرحال طرح نسیم سلامت بردامان البرز در قالب دهکده گردشگری تهران و توسط مهندسان آلمانی طراحی شده است ولی معلوم نیست مهندسان ایرانی چه زمانی آن را به مرحله اجرا برسانند.